# ديلان مورناني
ديلان مورناني (بالإنجليزية: Dylan Murnane)‏ (18 يناير 1995 بملبورن في أستراليا - ) هو لاعب كرة قدم أسترالي في مركز الظهير. شارك مع منتخب أستراليا تحت 20 سنة لكرة القدم. أما مع النوادي، فقد لعب مع نادي ماريهامن ونادي ملبورن فيكتوري وPort Melbourne SC ‏ وKongsvinger IL Toppfotball ‏.

## روابط خارجية
- ديلان مورناني على موقع قاعدة بيانات كرة القدم.إي يو (الإنجليزية)
- ديلان مورناني على موقع Soccerway.com (الإنجليزية)
- ديلان مورناني على موقع عالم كرة القدم.نت (الإنجليزية)